# Jhon Edwar Valoy
Jhon Valoy (Cali, Valle del Cauca, Colombia; 26 de julio de 1991) más conocido como 'Cuco' Valoy es un futbolista colombiano que ocupa la posición de mediocampista. Actualmente es agente libre.

## Clubes
| Club              | País     | Año         |
| ----------------- | -------- | ----------- |
| Centauros         | Colombia | 2007 - 2008 |
| Deportes Quindío  | Colombia | 2009 - 2011 |
| Atlético Nacional | Colombia | 2012 - 2014 |
| Once Caldas       | Colombia | 2015        |
| Hunan Billows     | China    | 2016        |

## Estadísticas
- Fuente 1

| Club                               | Temporada           | Liga  | Liga  | Copa Nacional | Copa Nacional | Copa Internacional | Copa Internacional | Total | Total |
| Club                               | Temporada           | Part. | Goles | Part.         | Goles         | Part.              | Goles              | Part. | Goles |
| ---------------------------------- | ------------------- | ----- | ----- | ------------- | ------------- | ------------------ | ------------------ | ----- | ----- |
| Centauros Villavicencio · Colombia | 2007                | 11    | 0     | -             | -             | -                  | -                  | 11    | 0     |
| Centauros Villavicencio · Colombia | 2008                | 10    | 0     | 1             | 0             | -                  | -                  | 11    | 0     |
| Centauros Villavicencio · Colombia | Total               | 21    | 0     | 1             | 0             | 0                  | 0                  | 22    | 0     |
| Deportes Quindío · Colombia        | 2009                | 6     | 0     | 4             | 0             | -                  | -                  | 10    | 0     |
| Deportes Quindío · Colombia        | 2010                | 19    | 1     | 6             | 0             | -                  | -                  | 25    | 1     |
| Deportes Quindío · Colombia        | 2011                | 29    | 3     | 8             | 0             | -                  | -                  | 37    | 3     |
| Deportes Quindío · Colombia        | Total               | 54    | 4     | 18            | 0             | 0                  | 0                  | 72    | 4     |
| Atlético Nacional · Colombia       | 2012                | 4     | 0     | 0             | 0             | 2                  | 0                  | 6     | 0     |
| Atlético Nacional · Colombia       | 2013                | 38    | 4     | 12            | 0             | 5                  | 2                  | 55    | 6     |
| Atlético Nacional · Colombia       | 2014                | 25    | 2     | 8             | 1             | 6                  | 0                  | 39    | 3     |
| Atlético Nacional · Colombia       | Total               | 67    | 6     | 20            | 1             | 13                 | 2                  | 100   | 9     |
| Once Caldas · Colombia             | 2015                | 33    | 1     | 3             | 0             | 2                  | 0                  | 38    | 1     |
| Once Caldas · Colombia             | Total               | 33    | 1     | 3             | 0             | 2                  | 0                  | 38    | 1     |
| Hunan Billows China                | 2016                | 2     | 0     | -             | -             | -                  | -                  | 2     | 0     |
| Hunan Billows China                | Total               | 100   | 0     | 0             | 0             | 0                  | 0                  | 89    | 0     |
| Total en su carrera                | Total en su carrera | 177   | 11    | 42            | 1             | 15                 | 2                  | 234   | 14    |

## Palmarés

### Títulos nacionales
| Título              | Club              | País     | Año  |
| ------------------- | ----------------- | -------- | ---- |
| Superliga           | Atlético Nacional | Colombia | 2012 |
| Copa Colombia       | Atlético Nacional | Colombia | 2012 |
| Torneo Apertura     | Atlético Nacional | Colombia | 2013 |
| Copa Colombia       | Atlético Nacional | Colombia | 2013 |
| Torneo Finalización | Atlético Nacional | Colombia | 2013 |
| Torneo Apertura     | Atlético Nacional | Colombia | 2014 |